# El ciclo Dreyer
El ciclo Dreyer es una película española, dirigida por Álvaro del Amo y estrenada en el año 2006.

## Argumento
Carlos, un estudiante de Derecho que dirige un cineclub en el Madrid de 1961, decide dedicar un ciclo al genial Carl Theodor Dreyer. Su vida gira en torno a su novia Elena, que está experimentando nuevos puntos de vista sobre el amor y el matrimonio debido a la llegada de Santi, un cura misionero amigo de la familia, y su compañera de trabajo Julia, originaria de una pequeña ciudad y enamorada de él en secreto. Todos se mueven en un mundo de debates éticos y morales, en una época de tránsito, donde ellos representan a los hijos cultivados de la burguesía madrileña.